# Killerpilze
Killerpilze är ett tyskt punkrockband, bildat 2002. 
Namnet Killerpilze kommer ursprungligen ifrån en middag där bandet åt pizza. Fabi fick en pizza med stora svampar och utbrast: "Wow, die Pilze sind Killer!". På svenska betyder deras namn "stora svampar", och inte "dödliga svampar", som många tror.
Deras första album kommer, Von Vorne Durch Die Punkallee släpptes 7 juli 2004. 2010 påbörjade Killerpilze sin första Europaturné. Bandet uppträdde på över 60 konserter 2010.

## Medlemmar
Nuvarande medlemmar
- Johannes “Jo“ Halbig (f. 30 juli 1989) – sång, gitarr (2002–)
- Fabian “Fabi“ Halbig (f. 23 december 1992) – trummor (bror till Jo) (2002–)
- Maximilian “Mäx” Schlichter (f. 3 juli 1988) – gitarr, bakgrundssång (2002–)

Tidigare medlemmar
- Andreas “Schlagi” Schlagenhaft (f. 9 september 1988) – basgitarr (2002–2007)

## Diskografi
Studioalbum
- 2004 – Von Vorne Durch Die Punkallee
- 2006 – Invasion der Killerpilze
- 2007 – Mit Pauken und Raketen
- 2010 – Lautonom
- 2011 – Ein Bisschen Zeitgeist
- 2013 – Grell
- 2014 – Postkarten
- 2016 – High
- 2019 – Nichts ist für immer…

Singlar (topp 100 på Deutsche Singlecharts)
- 2006 – "Richtig scheiße (auf ’ne schöne Art und Weise)" (#17)
- 2006 – "Springt hoch" (#35)
- 2006 – "Ich kann auch ohne dich" (#30)
- 2007 – "LiebMichHassMich" (#19)
- 2007 – "Ich brauche nichts" (#66)
- 2007 – "Letzte Minute" (#72)
- 2008 – "Verrockt (We Rock)" (#84)
- 2010 – "Drei" (#72)

## Utmärkelser
2007
- Echo: Nominering: Årets nykomling efter LaFee.
- BRAVO Otto: Bästa rockbandet, andra plats efter Tokio Hotel.